# Амирджанов, Артём Гарегинович
Артём Гарегинович Амирджанов (род. 24 августа 1930, Баку) — советский, украинский и российский учёный в области физиологии винограда. Доктор биологических наук с 1980 года. Профессор, почётный член Крымской академии наук, академик Международной академии виноградарства и виноделия.

## Биография
Родился 24 августа 1930 года в Баку. В 1959 году окончил Крымский сельскохозяйственный институт имени М. И. Калинина. Член КПСС с 1960 года. С 1960 года на научно-исследовательской и руководящей работе. С 1983 года заведующий лабораторией физиологии и агрохимии Всесоюзного научно-исследовательского института виноделия и виноградарства «Магарач». Живет в Ялте на улице Садовой.

## Научная деятельность
Учёным изучены динамические взаимосвязи между компонентами продукционного процесса виноградного куста с момента поступления солнечной радиации к запасанию энергии органами в его годовой продукции. Результаты исследований служат теоретической основой для оценки сортов винограда по признаку продуктивности, создания оптимальных по структуре и архитектуры растений высокопродуктивных виноградников, а также для получения программируемых урожаев по рациональным технологическим схемам. Автор 50 научных работ. Среди них:
- Солнечная радиация и продуктивность виноградника / А. Г. Амирджанов, 208 с. ил. 22 см., Л. Гидрометеоиздат 1980
- Солнечная радиация и продуктивность виноградника. — Л., 2000
- Физиологические аспекты оптимизации процесса формирования урожая винограда. — Тр. / ВНИИВиВ "Магарач", 1978, т. 19
- Об оценке сортов винограда по признаку продуктивности. — Садоводство, виноградарство и виноделие Молдавии, 1983, №3